# Цата Дујшин-Рибар
Катарина Цата Дујшин Рибар (рођ. Гатин; Трогир, 17. октобар 1897 — Загреб, 8. септембар 1994) била је хрватска сликарка и рестауратор слика. Цата Дујшин-Рибар поред сликарства се истакла и као песник.

## Биографија
Рођена је 17. октобра 1897. године у Трогиру. Била је једно од петоро деце царинског службеника Вјекослава Гатина и његове супруге Гуистине. Одрасла је у Боки Которској, где је у Котору завршила основну школу и три разреда Трговачке академије. Године 1915. породица се преселила у Сплит, где јој је у Трговачкој школи предавао сликар Емануел Видовић, који је открио њен сликарски таленат. Након додатног усавршавања у Видовићевом атељеу, 1917. године је уписала Академију ликовних уметности у Загребу, где су јој предавали професори Фредо Ковачевић, Отон Ивековић и Менци Клемент Црнчић.
Због болести, 1922. године је пред крај студија морала да напусти Академију због чега није дипломирала. Даље школовање је наставила приватно током 1924. и 1925. године код сликара Владимира Бецића, а усавршавала се и у Паризу и Лондону. Радила је као рестаураторка у Галерији уметнина у Сплиту. Сликала је далматинске крајолике и портрете с лирским или драмским обележјем. Прву самосталну изложбу у иностранству имала је у Лонодун, маја 1936. године, а излагала је и у Њујорку, Вашингтону и Венецији.
Бавила се и књижевношћу пишући поезију. Иако је почела да пише још у младости, објављивала је тек у каснијим годинама живота. Поему Ноћ тамна је моја објавила је 1962. године, а 1971. године је објавила своју прву збирку песама Растанци без растанака. Након ове објавила је још две збирке песама — Из камене јеке (1975), Цатина лирика (1983) и Мој дом (1992).
Од 1920. до 1947. године је била у браку са глумцем Дубравком Дујшином (1894—1947), прваком Хрватског народног казалишта. Након његове изненадне смрти, 1948. је упознала адвоката и политичара др Ивана Рибара (1881—1968), за кога се удала 1952. године. Године 1976. је збирку слика, уметничких предмета и књига, као и архивски материјал и целокупни инвентар свог стана у Деметровој улици број 3 у Загребу поклонила граду Загребу уз услов да се у стану уреди меморијална збирка која ће представљати живот и рад троје истакнутих личности културе, уметности и политике. Међу 214 предмета, које садржи ова збирка, налазе се скулптуре истакнутих југословенских вајара — Ивана Мештровића, Томе Росандића, Вање Радауша, Антуна Аугустинчића, Косте Ангелија Радованија и др.
Умрла је 8. септембра 1994. године у Загребу. Сахрањена је на гробљу Мирогој поред свог првог супруга Дубравка Дујшина. На њиховом надгробном споменику налазе се Цатини стихови:"Не бој се висина, са мном блистави су врхунци."